# Саркопотериум колючий
Саркопотериум колючий (лат. Sarcopoterium spinosum) — единственный вид рода карликовых кустарников Sarcopoterium семейства Розовые. Колючее полупустынное растение, распространённое в Средиземноморье в зонах, относящихся к Ирано-Туранской и Средиземноморской областям.

## Систематика
Род Sarcopoterium выделен в 1846 году в журнале Annales des Sciences Naturelles французским ботаником Эдуардом Шпахом. Это было сделано в рамках пересмотра видов, составляющих род Poterium, включённый в ботаническую систематику Карлом Линнеем. Шпах выделил в новый род единственный вид — Sarcopoterium spinosum (ранее Poterium spinosum).
Род входит в семейство Розовые (Rosaceae).

## Описание
Колючий карликовый кустарник высотой от 30 до 60 см. Многочисленные ветви оканчиваются безлистыми вилообразными шипами. Побеги густо опушённые, лист сложный, состоящий из 9—15 маленьких яйцевидных листочков, покрытых волосками. Соцветия — розовые или бледные сферические или вытянутые псевданции до 3 см в диаметре; верхние цветы женские, нижние мужские. От 10 до 30 тычинок, гипантий трубчатый, бочковидный. Чашечка открытая, звездообразная, осыпающаяся. Плоды сферические, очень лёгкие, расположенные близко к стеблю.
Размножение как половое, так и вегетативное, что способствует выживанию и процветанию рода. В ряде мест обитания, в особенности бедных питательными веществами и такими минералами как фосфор, превращается в доминантное растение, иногда полностью вытесняя всю остальную растительность.

## Ареал
Редкий для семейства Розовые ксерофит. Саркопотериум колючий встречается в разных климатических зонах полупустынных и засушливых регионов Ирано-Туранской и Средиземноморской областей Средиземноморья. Растёт на почвах, образующихся на разнообразных породах, включая мел, твёрдый известняк и песчаник, на высотах от близких к уровню моря до 1300 м над уровнем моря. Среди почв — терра роса, рендзины и другие. Часто распространяется на заброшенные сельскохозяйственные земли, где борется за воду с травянистыми растениями, но обычно не на регулярно возделываемые.
Ареал Sarcopoterium spinosum включает Ближний Восток (от Турции на юг до Иордании и Израиля, европейские страны Восточного Средиземноморья (на запад до Мальты и Италии), а также в ряде стран Магриба (Ливия, Тунис).

## Использование человеком
Весь кустарник или его отдельные части используются как горючий материал, для устройства живых изгородей или овечьих загонов, для изготовления мётел и набивки матрасов.
Уже Диоскорид рекомендовал питьё из листьев сакропотериума как средство от дизентерии и боли в ушах. В Мишне это растение упоминается как противовоспалительное средство. В традиционной арабской медицине настойка из листьев кустарника используется как успокоительное и для лечения глаз, отвары из корней применяются в народной медицине против диабета и почечнокаменной болезни, зубной и головной боли, для болеутоляющих компрессов.
Современные исследования показали наличие инсулиноподобного эффекта на метаболические пути. По всей видимости, основным биоактивным компонентом экстрактов саркопотериума является торментиновая кислота, обладающая сахаропонижающим эффектом; в экстрактах выявлены также урсоловая кислота и Бета-Ситостерин.